# 安芬非洲脂鯉
安芬非洲脂鯉為輻鰭魚綱脂鯉目脂鯉亞目鮭脂鯉科非洲脂鯉屬的其中一種，為熱帶淡水魚，分布於非洲衣索比亞、肯亞及坦尚尼亞淡水流域，體長可達14.7公分，棲息在底中層水域，生活習性不明。

## 扩展阅读
維基物種上的相關：安芬非洲脂鯉